# Coupe de France féminine de cyclisme sur route 2006
Cet article traite uniquement de la compétition féminine. Pour les résultats de la compétition masculine, voir Coupe de France de cyclisme sur route 2006.
Navigation
Coupe de France 2005 Coupe de France 2007
La Coupe de France féminine de cyclisme sur route 2006 est la 7e édition de la Coupe de France féminine de cyclisme sur route. La victoire finale revient à l'Estonienne Grete Treier, première vainqueur étrangère.
Cette édition se déroule du 19 mars au 11 juin 2006 et est composée de six épreuves soit deux de plus que lors de l'édition précédente.

## Résultats
| Dates    | Courses                                          |  | Vainqueur         |
| 19 mars  | Cholet-Pays de Loire féminin                     |  | Fanny Riberot     |
| 8 avril  | Ladies Berry Classic’s Cher                      |  | Liesbet De Vocht  |
| 17 avril | Prix de la Ville de Pujols                       |  | Magali Mocquery   |
| 30 avril | Trophée des grimpeurs féminin                    |  | Maryline Salvetat |
| 28 mai   | Circuit National Féminin de Saint-Amand-Montrond |  | Béatrice Thomas   |
| 11 juin  | Grand Prix de France International Féminin       |  | Marina Jaunâtre   |

## Classement
|     | Coureur          | Pts. |
| --- | ---------------- | ---- |
| 1re | Grete Treier     | 123  |
| 2e  | Magali Le Floc'h | 98   |
| 3e  | Nathalie Jeuland | 90   |
| 4e  | Fanny Riberot    | 84   |
| 5e  | Marina Jaunatre  | 83   |